# Estación de Cintruénigo
Cintruénigo fue una estación de ferrocarril situada en el municipio español de Cintruénigo, en la Comunidad Foral de Navarra. Las instalaciones pertenecían a la línea Soria-Castejón, que estuvo en servicio entre 1941 y 1996. Tras el cierre del trazado las vías fueron levantadas y el antiguo complejo ferroviario de Cintruénigo rehabilitado para otros usos.

## Situación ferroviaria
La estación estaba situada en el punto kilométrico 88,6 de la línea férrea de ancho ibérico Soria-Castejón.

## Historia
La construcción de la línea Soria-Castejón estaba prevista en el Plan de Ferrocarriles de Urgente Construcción que promulgó la dictadura de Primo de Rivera. La construcción del trazado se inició en 1927, si bien los trabajos se acabaron alargando debido a las vicisitudes de la época. La línea fue inaugurada oficialmente en septiembre de 1941. Las infraestructuras pasaron a integrarse en RENFE, creada ese mismo año como consecuencia de la nacionalización de la red ferroviaria de ancho ibérico. El municipio de Cintruénigo llegó a contar con una estación de ferrocarril propia, que disponía de un edificio de viajeros, muelle-almacén de mercancías y varias vías de servicio. Las instalaciones se mantuvieron operativas hasta que en 1996 se cerró a la circulación el trazado comprendido entre Soria y Castejón debido al escaso tráfico que movía, quedando sin servicio las infraestructuras. Años después el antiguo complejo ferroviario fue rehabilitado y recuperado para otros usos, siendo levantadas las vías.
En la actualidad el edificio de la estación está conservado y acoge un bar, mientras que en la antigua playa de vías se ha levantado un parking.